# Louis Fournel
 (avril 2025).
Si vous disposez d'ouvrages ou d'articles de référence ou si vous connaissez des sites web de qualité traitant du thème abordé ici, merci de compléter l'article en donnant les références utiles à sa vérifiabilité et en les liant à la section « Notes et références ».
Pour les articles homonymes, voir Fournel.
Louis Fournel est un écrivain de langue française, auteur de nombreux romans populaires et policiers, sous de très nombreux pseudonymes : Louis de la Hattais, Jean Delaht, Louis Delaht, Anne-Marie Delfour, Anny Delfour, Louise Delfour, Luiz Delfour, Marie-Louise Delfour, Jean Delhat, Louis Delhat, Dolegan, Lew Dolegan, Lew Dors, John Dull, Joan Dull, Goldwin Duller, Louise Fernel, Lewis Ferson, Anne-Marie Fervel, Peter Greenwey, J. Lewray, Harry Liver, Andy Logan, P. A. Logan, Andy Spencer, Claire Van Houtte (...)

## Biographie
On connaît peu la vie de Louis Fournel, on sait qu'il fut commissaire de police à Provins durant la Seconde Guerre mondiale. Il quitta la police après avoir été muté à Cambrai pour intégrer le Barreau dans la région de Cannes. Ensuite, on perd sa trace. Il semble débuter dans le Populaire dès 1945 et sa production est en grande partie pour le groupe SEG et aussi pour Ferenczi & fils où il semble bien être derrière toutes les signatures anglophones des collections policières.

### Sous le pseudonyme de Louis de la Hattais
(tri par collection)

#### Collection " Allo Police " (éditeur: S.E.G.)
- Al Petit veut danser, 1953
- Que faut-il faire ?, 1953
- À côté il y a de la place, 1954
- À la balançoire, 1954
- Ça va barder !, 1954
- De quoi ? des nèfles !, 1954
- La murène sent le pourri, 1954
- Ouvre tes portugaises, 1954
- Un quatrième dans le bain, 1954
- Casse pas tout, Jim !, 1955
- Emballage sur commande, 1955
- Faudra repasser, 1955
- Quel fourbi !, 1955
- Envoyez la poupée, 1956
- Et ta peau de vache, 4e trimestre 1956
- On liquide et on s'en va,4e trimestre 1956
- Rendez-vous au bidon, 1/2/1956
- Rien à gauche, 1956
- Dix briques et une poupée, 1957
- Des mégots pour Al Petit, 1957
- Du bidon et rideau, 1957
- Magne-toi, panthère !, 1957
- On fait la malle, 1957
- T'es bigleuse, poupée !, 1er trimestre 1957
- Casse-Pipe nickelé, 1958
- Des rackets pour mézigue !, 1958
- Feu partout, 1958
- Jupons sur le gril, 1958
- La Môme Calypso, 1958
- Le niakoue est amoureux, 1958
- Mets ton nez dans le pétrin !, 1958
- Pétard sur le ventre, 1958
- Sacrée petite pépée, 1958
- Bière à domicile, 1959
- N'étranglez pas le dentiste, 1959
- Méfiez-vous du noir, 1/4/1959, éditeur S.E.G. Livre roman
- Pour prendre congé, 1959
- Salut... et, éternité !, 1958
- Tresse-toi une couronne, 1/10/1959, éditeur S.E.G. Livre roman
- Vide ton sac, hé !
- Sarabande au Colt

#### Collection Amour et Aventures (Éditions du Diadème)
- L’Amour du diable, 1946
- Passage de nuit, 1946
- La Chair en éveil, 1946
- Sang chaud, 1946
- Amours américaines, 1946
- La Sorcière blanche, 1947
- Volupté birmane
- La Maîtresse aux yeux de nuit
- Le Sérail des ombres, 1947 (et chez S.E.G. en 1955)
- Sous le soleil du désir, 1947

#### Collection Carré d’as - As de pique (Éditions et Revues Françaises, 22 rue Bergère, Paris IX)
- L’Inconnu de Woolwich, 1946
- Et la mort... valse !, 1946
- L’Énigme de la rue Borgue, 1946
- Les Femmes des autres, 1948
- Les Nuits du cartel Confidences d'une mouche du coche
- L'assassin est parmi nous

#### Collection Crinoline (Éditions du Puits-Pelu)
- L’Amour vainqueur, 1946

#### Collection Enigma (E.D.I.P. Paris)
- L'Énigme de la Croix de Malte, 1946
- L'Énigme du Val-joli
- L'assassin tue à distance
- Miss Mérédith est morte, 1946

#### Collection Escales (éditeur S.E.G.)
- La Fille qui dansait l'amour, 1946 et 1957

#### Collection Étreintes (éditeur S.E.G.)
- Monnaie blonde, 1/10/1948

#### Collection du Glaive (Éditions du Puits-Pelu)
- Édition de cinq heures (10) 1946
- Pension Cézembre (12) 1/12/1946

#### Collection Les Drames De La Chair (Éditions et Revues Françaises)
- Satan conduit l'amour, 1947
- Sapho l'éternelle, 1948
- La Kermesse aux vertus

#### Collection Les Passions d'Elvire (S.E.G.)
- Le Démon de la rue

#### Collection Mon Roman d'Amour (Éditions Ferenczi)
- Mais l'amour triomphe, 1947

#### Collection Mon Roman Policier (Éditions Ferenczi)
- Le Mystère du square Verdun - Mon roman policier no 21, 1946

#### Collection Œdipe (Éditions Paul Dupont)
- L’Énigme du night-club, 1946

#### Collection Pompadour Chantecler
- Quand l’amour triomphe, 1946
- Victoire sur le passé, 1945

#### Collection Porte Bonheur SEG
- Bluff à l’amour

#### Collection Tendresse (Éditions Modes de Paris)
- Mon mari aventurier, 1946

#### Collection Tu Seras Mienne (Éditions et Revues Françaises)
- Mais enfant du péché, 1947
- Et désenchantée, 1947
- Si ta chair faiblit, 1946
- Maîtresse d'une nuit
- Et l'extase viendra !
- Toi que possède Éros !
- Pour renaître !
- Vaincue sans révolte
- Conquise

#### Non classés
- Amours de guerre, 1945
- La Croisée des destins, 1945
- La Victoire de l'amour, 1945
- Le Mystère de la malle sanglante, 1945
- Le Rêve de Danielle, 1945
- Et la mort valse, 1946
- L'Aveu merveilleux, 1946
- L'Éveil de l'amour, 1946
- La Nuit de Samoî-Pan, 1946
- Le cœur est maître, 1946
- Le Mystère de Rockery, 1946
- Malgré toi ! 1946, ("Roman inédit de sensibilité féminine")
- Orages, 1946
- Éternelle blessée, 1947
- Dâ-Pho, 1947
- Les Filles du désir, 1947
- Par le désir, 1947, "Roman d'intimité sentimentale féminine"
- Défense d'aimer, 1954

### Sous le pseudonyme de Jean Delaht
- Le Mystère Du Paris-Vintimille, 1954, éditeur : Ferenczi Collection Mon Roman Policier

### Sous le pseudonyme d’Anne-Marie Delfour
- Mort en contrebande, 1953, éditeur : Ferenczi Collection Mon Roman d'aventures N° 223
- L'Amour, ce miracle, 1954, éditeur : Ferenczi Collection Le Petit Roman
- Des dragées pas cher, 1954, éditeur : Ferenczi Collection Mon Roman d'aventures
- À quoi tient l'amour, 1955, éditeur : Ferenczi Collection Le Petit Livre

### Sous le pseudonyme de Luiz Delfour
- ...A. R. 34, pas rentré..., 1953 éditeur : Ferenczi Collection Mon Roman d'aventures N° 228

### Sous le pseudonyme de Jean Delhat
- Griseries, éditeur S.E.G.
- La Frégate au désir, Les Éditions Et Revues Françaises
- L'Amour cette folie !, éditeur S.E.G.
- Ève danseuse nue, 1/10/1947, Les Éditions Et Revues Françaises Collection : Étreinte
- Mais l'Amour veille, 1949, éditeur : Ferenczi Collection Le Petit Livre
- Retours, 1950, éditeur S.E.G.
- À travers les orages, 1952, éditeur : Ferenczi
- Minuit, appontement ouest 2, 1952,  éditeur : Ferenczi Collection Mon Roman d'aventures N° 215
- Pèche sans excuse, 1953, éditeur S.E.G.
- L'Arène aux passions, 1954
- La Maîtresse aux yeux de nuit, 1954
- L'Intrigante de Simmering, 1954, éditeur S.E.G.
- Vénus et les hommes, 1958, éditeur S.E.G.
- La Rivale, 1969, éditeur S.E.G. Collection Tentation N°6
- Le Sérail des ombres, 1975, éditeur S.E.G.
- Un stupéfiant amour, 1975, éditeur S.E.G.

### Sous le pseudonyme de Louis Delhat
- Sais tu aimer ?, 1953, éditeur S.E.G.
- De femme en femme, 1953, éditeur S.E.G.

### Sous le pseudonyme de Lew Dolegan
- Salut Dolegan, 1959, éditeur S.E.G. Collection " Allo Police " N° 1
- Dolegan tire le premier, 1959, éditeur S.E.G. Collection " Allo Police " N° 2
- Oh ! Ces petites pépées, 1959, éditeur S.E.G. Collection " Allo Police " N° 3
- Tenue de rigueur, 1959, éditeur S.E.G. Collection " Allo Police " N° 4
- La 7e marche Dolegan, 1959, éditeur S.E.G. Collection " Allo Police " N° 5
- Maldonne, 1959, éditeur S.E.G. Collection " Allo Police " N° 6
- Dolegan devient dur, 1959, éditeur S.E.G. Collection " Allo Police " N° 7
- Le Cinquième Mousquetaire, 1959, éditeur S.E.G. Collection " Allo Police " N° 8
- Momie pour deux, 1959, éditeur S.E.G. Collection " Allo Police " N° 9
- Dolegan ne recule pas, 1959, éditeur S.E.G. Collection " Allo Police " N° 10
- Toc et Toc et Pan !, 1960, éditeur S.E.G. Collection " Allo Police " N° 11
- Les aimez vous chauds ?, 1960, éditeur S.E.G. Collection " Allo Police " N° 12
- Surtout pas ça !, 1959, éditeur S.E.G. Collection " Allo Police " N° 13
- Spoutnik-party, 1960, éditeur S.E.G. Collection " Allo Police " N° 14
- À faire frémir, 1960, éditeur S.E.G. Collection " Allo Police " N° 15
- Touchez pas Dolegan, 1959, éditeur S.E.G. Collection " Allo Police " N° 16
- Du rye, et du sec !, 1960, éditeur S.E.G. Collection " Allo Police " N° 17
- Du fric en vitesse', 1960, éditeur S.E.G. Collection " Allo Police " N° 18
- Tope la Maccabée, 1959, éditeur S.E.G. Collection " Allo Police " N° 19
- Signé : Dolegan !, 1961, éditeur S.E.G. Collection " Allo Police " N° 20

paru également sous le titre Signature au colt, 1961, éditeur S.E.G.
- Because Zénobie, 1961, éditeur S.E.G. Collection " Allo Police " N° 21
- Deuil sur commande, 1961, éditeur S.E.G. Collection " Allo Police " N° 22
- Ah...Mer ! Alors !, 1961, éditeur S.E.G. Collection " Allo Police " N° 23
- Visons, visons bien, 1961, éditeur S.E.G. Collection " Allo Police " N° 24

paru également sous le titre Visons dans le vison, 1961, éditeur S.E.G.
- Dolegan est sentimental, 1961, éditeur S.E.G. Collection " Allo Police " N° 25

--
- Attention à la 7è marche Dolegan, 1959, éditeur S.E.G.
- Ne tirez pas sur la momie, 1959, éditeur S.E.G.
- Dolegan touche à tout, 1960, éditeur S.E.G.
- Chauds ! les marrons chauds !, 1960, éditeur S.E.G.
- Du Dolegan extra dry, 1960, éditeur S.E.G.
- Passez le fric, 1960, éditeur S.E.G.
- Dolegan, mousquetaire du roi de cœur, 1960, éditeur S.E.G
- Des pépées qui ont de la tenue, éditeur S.E.G.
- J'en fais mon deuil !, 1961, éditeur S.E.G.

### Sous le pseudonyme de Joan Dull
- Série noire, 1954, éditeur Ferenczi
- Aventures au bord de la nuit, 1954, éditeur Ferenczi Collection Mon roman policier no 326
- Un œillet rouge, 1955, éditeur Ferenczi Collection Mon roman d'aventures N° 349

### Sous le pseudonyme de John Dull
- Série noire, 1954, éditeur Ferenczi Collection Mon roman policier no 326
- Le gars était noir, 1955, éditeur Ferenczi Collection Police et Mystère (2e série) N° 77

### Sous le pseudonyme de Goldwin Duller
- Tu passes... et tu trépasses, 1952 éditeur Ferenczi Collection Mon roman policier no 232

### Sous le pseudonyme de Lewis Ferson
- Simple détail, 1952, éditeur Ferenczi éditeur Ferenczi Collection Mon roman policier no 211

### Sous le pseudonyme de Peter Greenwey
- Lettre de deuil, 1953, éditeur Ferenczi éditeur Ferenczi Collection Mon roman policier no 247

### Sous le pseudonyme de Logan A Lewray J
- Les gazelles ont soif, 1960, éditeur S.E.G.

### Sous le pseudonyme d’Harry Liver
- Un coup pour rien, 1952, éditeur Ferenczi Collection Mon roman policier no 214
- Quand on tue dans la brousse, 1954, éditeur Ferenczi
- Une corde... et serrez dur !, éditeur Ferenczi Collection Police et Mystère (2e série) N° 80

### Sous le pseudonyme d’Andy Logan
- À l'enseigne "Fidélité", 1953, éditeur Ferenczi éditeur Ferenczi Collection Mon roman policier no 264
- Attention au petit oiseau, 1953, éditeur Ferenczi
- Pan dans le mille, 1953, éditeur Ferenczi
- Passez l'arme à droite, 1953, éditeur Ferenczi
- Et surtout pas d'histoires !, 1954, éditeur Ferenczi Collection Mon roman policier no 307
- Coup fourré, 1954, éditeur Ferenczi Collection Mon roman policier no 337
- Tu parles d'un week-end, 1954, éditeur Ferenczi
- Le troisième est mort, 1955, éditeur Ferenczi Collection Mon roman d'aventures N° 278 et Police Mystère N° 81
- N'y croyez pas bergères, 1955, éditeur S.E.G.
- Casquez vous mignonne !, 1955, éditeur S.E.G. Collection " Allo Police "
- Le cadavre est de sortie, 1955, éditeur Ferenczi Collection Mon roman d'aventures N° 373
- Le Pont de Curicuba, 1955, éditeur Ferenczi éditeur Ferenczi Collection Mon roman policier no 347
- Ne regardez pas derrière vous, 1955, éditeur Ferenczi Collection Mon roman policier no 369
- Le Cœur sur la gâchette, 1965, éditeur S.E.G. Collection Interpol N° 31
- Salade pour la rousse, 1965, éditeur S.E.G. Collection " Allo Police " N° 22
- Deux voyageurs pour Pékin, éditeur Ferenczi Collection Police et Mystère (2e série) N° 66

### Sous le pseudonyme de Logan P.A.
Collection Le Verrou (Éditeur Ferenczi)
- Par ici, mousmé ! N° 44
- Tu chantes, chérie ? N° 50
- Et avec ça beauté N° 64
- Pan... dans le mille ! 1953, N° 76
- Tu parles d'un week-end N° 98
- Nettoyage par le vide N° 105

Collection Mon roman policier
- Coup d'aiguille, 1952, N° 196
- La Perle… deux fois…, 1952, N° 202
- Passez l'arme à droite ! 1953, N° 278
- Attention au petit oiseau, 1953, N° 292

### Sous le pseudonyme d’Andy Spencer
- Mort sur rendez-vous, éditeur Ferenczi Collection Mon roman policier no 173
- La Loi de la brousse, 1954 (Mon roman d'aventures ; n° 314)